# Euryptera
Euryptera is een kevergeslacht uit de familie van de boktorren (Cerambycidae). De wetenschappelijke naam van het geslacht werd voor het eerst geldig gepubliceerd in 1828 door Lepeletier & Audinet-Serville in Latreille.

## Soorten
Euryptera omvat de volgende soorten:
- Euryptera albosterna Chemsak & Linsley, 1974
- Euryptera argodi Belon, 1897
- Euryptera latipennis Lepeletier & Audinet-Serville, 1828
- Euryptera leonina Gounelle, 1911
- Euryptera nigrosuturalis Melzer, 1935
- Euryptera unilineatocollis Fuchs, 1956